# Marșul Centenarului
Marșul Centenarului sau Marșul Centenarului Marii Uniri a fost o manifestație civică coordonată de o serie de organizații neguvernamentale din România și Republica Moldova, cunoscute sub denumirea colectivă de Alianța pentru Centenar. Marșul Centenarului a pornit din Alba Iulia, la 1 iulie 2018, iar destinația finală a fost Chișinăul, la 1 septembrie 2018, și a presupus traversarea Munților Carpați în trei zone diferite din România. Participanții la acest marș, atât cetățeni din România cât și din Republica Moldova, au vizat 300 de orașe și sate din cele două state, cu parcurgerea la pas a locurilor semnificative pentru Marea Unire și Primul Război Mondial. Prin organizarea, amploarea și obiectivele ei, această acțiune este originală în România și Republica Moldova.

## Organizarea marșului
Traseul marșului a avut o lungime de 1300 km, fiind segmentat în 11 etape a câte 5 zile:
1. Alba Iulia - Căianu Mic (1 - 5 iulie);
2. Căianu Mic - Bahnea (7 - 11 iulie);
3. Bahnea - Sibiu (13 - 17 iulie);
4. Sibiu - Curtea de Argeș (18 - 22 iulie);
5. Curtea de Argeș - Târgoviște (24 - 28 iulie);
6. Târgoviște - Cerașu (29 iulie - 3 august);
7. Cerașu -  Ojdula (5 - 9 august);
8. Ojdula - Tecuci (11 - 15 august);
9. Tecuci - Vaslui (17 - 20 august);
10. Vaslui - Iași (21 - 24 august);
11. Iași - Chișinău (26 august - 1 septembrie).

În Marșul Centenarului s-au parcurs, în general, între 20 și 30 de km pe zi de mers pe jos, doar în câteva ocazii excepționale depășindu-se această valoare. Numărul participanților la marș a variat între câțiva zeci și câteva sute, în funcție de regiunea parcursă. Printre localitățile și reperele mai importante în care a ajuns marșul se numără Alba Iulia, Teiuș, Turda, Cluj-Napoca, Reghin, Târgu Mureș, Sighișoara, Mediaș, Copșa Mică, Sibiu, Brezoi, Căciulata, Călimănești, Râmnicu Vâlcea, Curtea de Argeș, Câmpulung, Târgoviște, Ploiești, Cimitirul Eroilor din Tabla Buții, Întorsura Buzăului, Covasna, Parcul Natural Putna - Vrancea, Soveja, Mărăști, Mărășești, Tecuci, Bârlad, Vaslui, Iași, Ungheni, Călărași, Sadova, Lozova, Strășeni și Chișinău. Participanții la marș au fost deseori însoțiți de trei autobuze trimise de Primăria Iași, fiecare având câte o culoare a tricolorului și luând parte la o altă acțiune unionistă denumită Caravana Unirii. Aceste autobuze au fost convertite în muzee mobile pentru expoziții cu imagini din timpul Primului Război Mondial și al Marii Uniri în localități vizate de Marșul Centenarului.
Pe lângă întâlniri cu autoritățile și acces pentru participanți la realitățile românești la fața locului, în organizarea marșului au mai fost cuprinse spectacole, proiecții de film, mișcare fizică și relaxare în mijlocul naturii, seri de chitară, rememorarea cântecelor patriotice, focuri de tabără și lansare de lampioane. Tot în legătură cu aspectele organizatorice, această manifestație a primit o oarecare doză minoră de criticism, însă ținând cont de faptul că marșul este organizat doar de tineri voluntari, fără o finanțare amplă și doar cu donații private, evenimentul poate fi considerat un succes, ceea ce este reflectat și în majoritatea covârșitoare a articolelor din presă și în toate emisiunile de radio și TV. Obiectivul final al marșului a fost realizarea unirii Republicii Moldova cu România.

## Traversarea frontierei
Pe 27 august 2018, chiar dacă nu au întâmpinat niciun fel de probleme cu Poliția de Frontieră Română, participanții la Marșul Centenarului au fost refuzați la intrarea în Republica Moldova de către autoritățile moldovenești, sub pretextul deranjării ordinii publice în zona de frontieră. Intrarea în Republica Moldova le-a fost permisă două zile mai târziu, doar după ce România a cerut o explicație pentru această interdicție. Totuși, liderul manifestației, George Simion, a fost întors în România fără o explicație clară din partea autorităților moldovenești.
La final, în ciuda a numeroase piedici din partea autorităților moldovenești, Marșul Centenarului a fost întâmpinat cu entuziasm de mii de oameni, finalizându-se cu o manifestație de amploare în Piața Marii Adunări Naționale din Chișinău.